# Din (Nkor)
Pour les articles homonymes, voir Din.
Dom est un village du Cameroun situé dans la région du Nord-Ouest, le département du Bui et l'arrondissement de Noni, qui est le ressort territorial de la commune de Nkor. 

## Population
En 1969, la localité comptait 2 293 habitants, principalement des Noni. Comme dans les villages proches de Djottin et Dom, on y parle le Upper Noni, un dialecte du noone.
Lors du recensement de 2005, on y dénombrait 7 803 personnes.